# Chapelle de Los Dolores
La chapelle de Los Dolores est une chapelle située dans le centre-ville de Bucaramanga, dans le département de Santander, en Colombie. Elle est déclarée Monument national en 1954. C'est le plus ancien édifice religieux de la ville. On y trouve les tombes d'Eloy Valenzuela et du poète Aurelio Martinez Mutis.